# Fossato Serralta
Fossato   Serralta község (comune) Olaszország Calabria régiójában, Catanzaro megyében.

## Fekvése
A megye északkeleti részén fekszik. Határai: Albi, Cicala, Gimigliano, Pentone, Sorbo San Basile és Taverna.

## Története
A település alapítására vonatkozóan nincsenek pontos adatok. Valószínűleg a bizánciak alapították a 6-7. században. Középkori épületeinek nagy része az 1783-as calabriai földrengésben elpusztult. A 19. század elején vált önálló községgé, amikor a Nápolyi Királyságban felszámolták a feudalizmust.

## Népessége
A népesség számának alakulása:

## Főbb látnivalói
- Palazzo Colao
- San Nicola-templom
- Santa Maria delle Grazie-templom